# (4088) Baggesen
(4088) Baggesen est un astéroïde de la ceinture principale.

## Description
(4088) Baggesen est un astéroïde de la ceinture principale. Il fut découvert le 3 avril 1986 à Brorfelde par Poul Jensen. Il présente une orbite caractérisée par un demi-grand axe de 2,44 UA, une excentricité de 0,06 et une inclinaison de 7,4° par rapport à l'écliptique.

## Compléments